# Mil Batallas Tour
Mil Batallas Tour fue la decimoquinta gira de conciertos de la artista española Malú, lanzada como parte de la campaña de promoción de su último disco en el mercado Mil Batallas (publicado en octubre de 2021).
Esta gira supone la reaparición y el reencuentro de la artista con su público tras la forzosa cancelación de su anterior gira, Oxígeno Tour, debido a una rotura de ligamentos sufrida en los ensayos. Por otra parte, esta gira supone la vuelta de la madrileña a los escenarios tras haberse convertido en madre por primera vez y tras la pandemia de COVID-19.

## Repertorio
El repertorio de Mil Batallas Tour se dio a conocer oficialmente en el concierto celebrado en el WiZink Center de Madrid el 12 de mayo, cita inaugural de la gran gira.
El concierto, que ronda las dos horas y cuarto de duración, cuenta con un total de 6 partes en las que se interpreta un repertorio de hasta 32 canciones. Todas las partes están marcadas entre sí por una interacción de Malú con el público, o bien a través de uno de los tradicionales bises.
Parte I:
1. Introducción + 'Ingobernable'
2. 'Abran fuego'
3. 'Contradicción'
4. 'Me fui' + Discurso de bienvenida

Parte II:
1. 'Deshazte de mi'
2. 'Deshielo' + Cambio de vestuario

Parte III:
1. 'Mil Batallas'
2. Discurso de presentación + Medley 1 (incluye: 'Duele' + 'Siempre tú' + 'Me quedó grande tu amor' + 'Te conozco desde siempre' + 'A esto le llamas amor')
3. 'Desprevenida' + Salida de escena

Parte IV:
1. 'Que nadie'
2. 'Ahora tú'
3. 'Secreto a voces'
4. 'Quiero' + Cambio de vestuario

Parte V:
1. Medley 2 (incluye: 'Ni un segundo' + 'Ángel caído' + 'Vete' + 'Todos los secretos' + 'Devuélveme la vida')
2. 'Invisible'
3. 'Toda'
4. 'No voy a cambiar'
5. 'Vuelvo a verte'
6. 'Se busca' + Discurso de despedida

Parte VI:
1. Discurso de presentación + Medley 3 (incluye: 'Tejiendo alas' + 'Aprendiz')
2. 'A prueba de ti'
3. 'Blanco y negro' + Discurso de despedida
4. 'Como una flor' + Cierre

- En el concierto celebrado el 26 de agosto en Almería, la artista madrileña interpretó de forma excepcional junto a la guitarrista murciana Mercedes Luján la canción 'En otra parte', del disco Desafío. Se incluyó en la Parte V, entre el Medley 2 e 'Invisible'.
- En los conciertos de la segunda etapa, celebrados en 2023, se eliminó del setlist el single principal del disco 'Secreto a Voces'.
- En los conciertos celebrados los días 22 y 28 de julio en Jerez de la Frontera y Marbella, la artista madrileña actuó acompañada de cuatro bailaoras durante 'Contradicción'. También estuvo acompañada del bailaor Farru, quién taconeaba durante la parte musical final de 'Quiero'.
- En los conciertos celebrados los días 4 y 5 de agosto en Sitges y Elche y 9 de septiembre en Salamanca, la artista madrileña eliminó la interpretación de 'Vete', que hasta entonces estaba incluida dentro del Medley 2.
- En el concierto celebrado el día 9 de septiembre en Salamanca, la artista madrileña cantó por primera vez 'Ausente', su nuevo tema, que había sido lanzado unos días atrás.

## Fechas
La primera tanda de conciertos, que incluía únicamente 7 fechas entre mayo y septiembre, se anunció en la noche del 26 de octubre durante la visita de la cantante al programa El Hormiguero. Se confirmó la salida a venta de las entradas de estos conciertos para las 12:00h del 29 de octubre.
La segunda tanda de fechas se anunció en redes sociales el 16 de diciembre, justo en el momento en que salieron a la venta las nuevas fechas confirmadas.
| Primera etapa: 2022      |                     |        |                                       |                           |        |
| 12 de mayo de 2022       | Madrid              | España | WiZink Center                         |                           | 12 000 |
| 27 de mayo de 2022       | Granada             | España | Palacio Municipal de Deportes         | Granada Sonora            |        |
| 28 de mayo de 2022       | Murcia              | España | Plaza de Toros La Condomina           | Murcia ON                 |        |
| 4 de junio de 2022       | Sevilla             | España | Auditorio Rocío Jurado                |                           |        |
| 17 de junio de 2022      | Valencia            | España | Estadi Ciutat de València             | Ciutat Festival-Caixabank |        |
| 18 de junio de 2022      | Albacete            | España | Plaza de Toros de Albacete            |                           |        |
| 21 de junio de 2022      | Torrejón de Ardoz   | España | Recinto de Conciertos del Ferial      | Fiestas Populares         | 30 000 |
| 16 de julio de 2022      | Palma de Mallorca   | España | Recinto Trui Son Fusteret             |                           |        |
| 30 de julio de 2022      | Priego de Córdoba   | España | Recinto Ferial-Parque Alcalá Zamora   | Festival Int. de Música   |        |
| 3 de agosto de 2022      | Marbella            | España | Auditorio-Cantera de Nagüeles         | Starlite Festival         |        |
| 17 de agosto de 2022     | Chiclana de la Fra. | España | Auditorio-Poblado de Sancti Petri     | Concert Music Festival    |        |
| 19 de agosto de 2022     | Alicante            | España | Multiespacio Rabasa-Área 12           | Festival Área 12 Alicante |        |
| 26 de agosto de 2022     | Almería             | España | Recinto Ferial de Almería             | Feria de Almería          |        |
| 27 de agosto de 2022     | Las Mesas           | España | Parque del Auditorio Municipal        | Fiestas Patronales        |        |
| 9 de septiembre de 2022  | Mérida              | España | Teatro Romano de Mérida               | Stone & Music Festival    |        |
| 10 de septiembre de 2022 | Bilbao              | España | Bilbao Arena                          |                           |        |
| 17 de septiembre de 2022 | La Coruña           | España | Coliseum da Coruña                    |                           |        |
| 24 de septiembre de 2022 | Málaga              | España | Auditorio Municipal Cortijo de Torres |                           |        |
| 30 de septiembre de 2022 | Barcelona           | España | Palau Sant Jordi                      |                           |        |
| 21 de octubre de 2022    | Las Palmas          | España | Gran Canaria Arena                    | Festival Mar Abierto      |        |
| 22 de octubre de 2022    | La Laguna           | España | Pabellón Santiago Martín              | Festival Mar Abierto      |        |
| 28 de octubre de 2022    | Onda                | España | Recinto Multiusos de Onda             | Fira d'Onda               |        |
| 12 de noviembre de 2022  | Fuerteventura       | España | Playa de Gran Tarajal                 | Festival Arena Negra      | 24 000 |
| Segunda etapa: 2023      |                     |        |                                       |                           |        |
| 10 de junio de 2023      | Azuqueca de Henares | España | Complejo Deportivo San Miguel         | Azuqueca Vívela 2023      | 2 000  |
| 22 de julio de 2023      | Jerez de la Fra.    | España | Bodegas Las Copas-González Byass      | Tío Pepe Festival         |        |
| 28 de julio de 2023      | Marbella            | España | Auditorio-Cantera de Nagüeles         | Starlite Festival         |        |
| 4 de agosto de 2023      | Sitges              | España | Auditorio-Jardins de Terramar         | Festival Jardins Terramar |        |
| 5 de agosto de 2023      | Elche               | España | Barraca Popular-Parking UMH           | Nits de Fiesta Elche 2023 | 8 000  |
| 9 de septiembre de 2023  | Salamanca           | España | Plaza Mayor                           |                           | 20 000 |

## Distribución geográfica
A continuación se puede ver la distribución geográfica de los conciertos celebrados en esta gira.
- Andalucía (9 conciertos): Málaga (3), Cádiz (2), Granada (1), Sevilla (1), Córdoba (1) y Almería (1).
- Comunidad Valenciana (4 conciertos): Alicante (2), Valencia (1) y Castellón (1).
- Canarias (3 conciertos): Las Palmas (2) y Santa Cruz de Tenerife (1).
- Castilla-La Mancha (3 conciertos): Albacete (1), Cuenca (1) y Guadalajara (1).
- Comunidad de Madrid (2 conciertos): Madrid (2).
- Cataluña (2 conciertos): Barcelona (2).
- Región de Murcia (1 concierto): Murcia (1).
- Islas Baleares (1 concierto): Baleares (1).
- Extremadura (1 concierto): Badajoz (1).
- País Vasco (1 concierto): Vizcaya (1).
- Galicia (1 concierto): La Coruña (1).
- Castilla y León (1 concierto): Salamanca (1).

## Conciertos no celebrados
A continuación se pueden ver los conciertos no celebrados de la gira, con la correspondiente razón.
| Fecha                 | Ciudad      | País   | Recinto                          | Estado                       | Motivo                     |
| --------------------- | ----------- | ------ | -------------------------------- | ---------------------------- | -------------------------- |
| 3 de junio de 2022    | Córdoba     | España | Plaza de Toros Los Califas       | Reprogramado (8 de octubre)  | Logístico                  |
| 11 de junio de 2022   | Valencia    | España | Estadio Ciudad de Valencia       | Reprogramado (17 de junio)   | Modificación de agenda     |
| 11 de junio de 2022   | Tarragona   | España | Tarraco Arena                    | Reprogramado (15 de octubre) | Desconocidos               |
| 24 de junio de 2022   | Las Palmas  | España | Gran Canaria Arena               | Reprogramado (21 de octubre) | Logístico                  |
| 25 de junio de 2022   | La Laguna   | España | Pabellón Insular Santiago Martín | Reprogramado (22 de octubre) | Logístico                  |
| 12 de agosto de 2022  | Castellón   | España | Real Club Náutico de Castellón   | Cancelado                    | Incumplimiento contractual |
| 8 de octubre de 2022  | Córdoba     | España | Plaza de Toros Los Califas       | Cancelado                    | Faringitis                 |
| 15 de octubre de 2022 | Tarragona   | España | Tarraco Arena                    | Cancelado                    | Faringitis                 |
| 29 de junio de 2023   | Torrelavega | España | Estadio de El Malecón            | Cancelado                    | Meteorología               |

## Gira promocional
La cantante asistió y actuó en algunos eventos de importancia nacional para dar a conocer sus nuevos temas incluidos en Mil Batallas.
| Fecha                   | Ciudad                 | País   | Lugar                                                                   | Motivo                                           |
| ----------------------- | ---------------------- | ------ | ----------------------------------------------------------------------- | ------------------------------------------------ |
| 5 de octubre de 2021    | Ibiza                  | España | Hotel Me Ibiza                                                          | Cena de Nominados de LOS40 Music Awards 2021     |
| 21 de octubre de 2021   | Madrid                 | España | Espacio Ventas                                                          | Presentación y show exclusivo para fans y medios |
| 23 de octubre de 2021   | Madrid                 | España | WiZink Center                                                           | Concierto Benéfico Cadena 100 Por Ellas          |
| 26 de octubre de 2021   | Madrid                 | España | Antena 3                                                                | El Hormiguero                                    |
| 23 de noviembre de 2021 | Santa Cruz de Tenerife | España | Recinto Ferial de Tenerife                                              | Premios Cadena Dial 2021                         |
| 30 de noviembre de 2021 | Madrid                 | España | Hotel Rosewood Villa Magna                                              | Premios MujerHoy 2021                            |
| 24 de marzo de 2022     | Madrid                 | España | Teatro Príncipe Gran Vía                                                | La Resistencia                                   |
| 5 de abril de 2022      | Madrid                 | España | Gran Teatro CaixaBank Príncipe Pío                                      | Especial Atrévete con Malú                       |
| 6 de abril de 2022      | Madrid                 | España | La1                                                                     | Gala benéfica por la invasión rusa de Ucrania    |
| 19 de abril de 2022     | Madrid                 | España | Antena 3                                                                | El Hormiguero                                    |
| 24 de abril de 2022     | Madrid                 | España | laSexta                                                                 | La Roca                                          |
| 3 de mayo de 2022       | Barcelona              | España | La1                                                                     | La noche D                                       |
| 25 de junio de 2022     | Madrid                 | España | Estadio Wanda Metropolitano                                             | Concierto 30 Aniversario de Cadena 100           |
| 20 de julio de 2022     | Lanzarote              | España | Museo Atlántico de Lanzarote, Mirador del Río, Casa-Museo del Campesino | HBO Max Acoustic Home                            |